# Telmatosaurus
Telmatosaurus là một chi khủng long, được Nopcsa mô tả khoa học năm 1903.